# Dundee United Football Club
El Dundee United Football Club és un club de futbol de la ciutat de Dundee (Escòcia). Va ser fundat el 1923 i actualment juga a la Premier league escocesa.

## Palmarès
- Tornejos nacionals:
  - Lliga escocesa (1): 1983
  - Copa d'Escòcia (2): 1994 i 2010
  - Copa de la lliga (2): 1980, 1981